# Banco de Eritrea
El Banco de Eritrea (en inglés, Bank of Eritrea, sigla BOE) es el banco central de Eritrea. El banco, que tiene sede en Asmara, la capital del país, está interesado en el fomento de la inversión extranjera y en la importación de bienes de capital, en especial maquinaria industrial y equipos agrícolas.

## Historia
El Banco de Eritrea fue fundado en 1914 como banca de la Colonia Eritrea, en tiempos de la colonizazión italiana.
El Banco de Eritrea, a pesar de que es una entidad del gobierno, es independiente del Ministerio de Hacienda. Su gobernador y el comité de administración formulan y ejecutan políticas independientes, con el aporte de los ministerios de Economía y Hacienda del país. Aunque los viajeros están autorizados a llevar moneda extranjera al país, todas las transacciones se hacen en nakfa, la moneda local.